# Kimbanseke
Kimbaseke est une commune urbaine du sud-est de la ville de Kinshasa en république démocratique du Congo, au sud des communes de Ndjili et Masina. Elle est l'une des communes la plus peuplée de la ville depuis les années 1980, elle est aussi une des communes urbaines les plus vastes de la ville-province de Kinshasa avec près d'un million d'habitants. elle fait, avec les communes de Masina, Maluku, Ndjili et Nsele, partie du district de Tshangu.

## Histoire
La plaine de Kimbanseke servait avant tout à assurer l'approvisionnement en produits vivriers de la province de Kinshasa. C’est pourquoi cette terre propice à l’agriculture fut demandée au grand chef coutumier André Ngandu Mukoo. Ensuite, elle servait aux colons belges d'établir des réfugiées venues d’Angola qui fuyaient la rigueur du régime Salazar, communément appelés Bazombo, qui participaient à l'exploitation agricole.
La Commune de Kimbanseke fut créée le 30 mars 1968 sous le nom de Commune de Tshangu et ses limites sont fixées le 23 janvier 1969. Avant, Kimbanseke était une zone annexe, un territoire suburbain qui dépendait de Mont-Ngafula dont l’administrateur résidait à Kimwenza. Le dernier administrateur avant l'érection de la commune fut Monsieur Ngataba. L'érection de la commune a mis fin au régime coutumier et de zone annexe.
C'est seulement après la construction du cimetière et de l’asphaltage de la route qui y mène, que Kimbanseke deviendra une vraie agglomération. L'ancien Kimbanseke se trouve le long de l'axe Dokolo-Cimetière et de l'avenue CECOMAF.

### Politique
La Commune est géré par le bourgmestre, le bourgmestre adjoint, le conseil communal et l'administration communale.
| Année       | Titulaire                    | Assistant adjoint       |
| ----------- | ---------------------------- | ----------------------- |
| 1968 – 1970 | Émilie Unzitisa              | Londelobe               |
| 1970 – 1973 | Gérard Biyela                | Patrice Lambi           |
| 1973 – 1975 | Denis Malonda                | Kabasa Tumba            |
| 1975 – 1977 | Antoine Alunga               | Ntumba Mputu            |
| 1977 – 1982 | Denis Malonda Matsasa        | Bikweni Baguene         |
| 1982 – 1989 | Nganzio Gango Mambo          | Milambo Kasongo         |
| 1989 – 1997 | Ngamazita Dianunga           | Kiala Luyindula         |
| 1997 – 2002 | Munkoka Luanda               | -                       |
| 2002 – 2005 | F. Mayengele Kivunga         | Ngiesi Mi Lusu          |
| 2005 – 2007 | Paul Kambombo                | Frédéric Ngiesi Mi Lusu |
| 2007 –      | Edouard Aimé Gatembo Nu Kaké | Frédéric Ngiesi Mi Lusu |

2020-2024 bourgmestre jeannot Canon Larose 

## Géographie
| \| Les 4 districts et les 24 communes de Kinshasa \| \| v · d · m \| |                    |           |
| District de la Lukunga District de la Funa District du Mont-Amba District de la Tshangu Brazzaville Fleuve Congo Pool Malebo M’Bamou Baie de Ngaliema Gombe Barumbu Kin. Ling. K.-V. Ng.-Ng. Kal. Banda- lungwa Kintambo Ngaliema Selembao Bumbu Makala Ngaba Lemba Limete Matete Kisenso Masina Ndjili Kimbanseke Nsele Mont-Ngafula Nsele Maluku |                    |           |
| abréviations : Kinshasa (Kin.), Kasa-Vubu (K.-V.), Lingwala (Ling.), Ngiri-Ngiri (Ng.-Ng.) |                    |           |
| Les 4 districts et les 24 communes de Kinshasa | Blason de Kinshasa | v · d · m |

La commune est limitée:
- au Nord par l’intersection de la rivière Nsanga avec l’axe du boulevard Patrice Lumumba jusqu’à son intersection avec la rivière Tsuenge.
- à l’Est par la rivière Tsuenge jusqu’à sa source, ensuite par une ligne droite nord-sud reliant la source de la Tsuenge à la source Ouest de la rivière Bosumu ; puis la rivière Bosumu jusqu’à son intersection avec la limite sud de la ville-province de Kinshasa.
- au Sud par la limite de la Province de Kinshasa jusqu’à son intersection avec la rivière Ndjili.
- à l’Ouest par la rivière Ndjili jusqu’à son intersection avec l’axe prolongé de l’avenue Kumbi ; puis la rivière Tshangu jusqu'au boulevard Patrice Lumumba.

Les principaux cours d'eau sont, par ordre alphabétique, les rivières Bansimba, Bono, Bosumu, Mango, Manzanza, Mokali, Ndjili, Nsanga, Tshangu, Tsuenge et Tumpu, toutes affluentes directes ou indirectes du fleuve Congo.

## Population
La population rassemble les Humbu, autochtones, les Zombo cité ci-dessus et des Congolais d’autres provinces en quête d’un lopin de terre, moins cher. Parmi ces derniers, on compte une majorité du Bandundu, suivi des ressortissants du Kongo central.

## Nom
Le nom Kimbanseke provient de la mauvaise prononciation des Agents Sanitaires belges et surtout du souci de l’euphonie qui ont modifié Mbensio en Kimbanseke. Mbensio peut être divisé en deux mots «Mbe» (terre ou étendue) et «Nsio» (plane). Kimbanseke signifie donc terre plane ou encore grande étendue ou encore terre vaste.

## Division administrative

### District
Kimbanseke, avec les communes de Masina, N'sele et Ndjili, fait partie du district de Tshangu.

### Quartiers
La commune de Kimbanseke est divisée en 30 quartiers :
- 17-Mai
- Bahumbu
- Bamboma
- Biyela
- Boma
- Disasi
- Esanga
- Kamba Mulumba
- Kasa-Vubu
- Kikimi
- Kingasani
- Kisantu IR ben
- Kutu
- Luebo
- Malonda
- Mangana
- Maviokele
- Mbuala
- Mfumu Nkento
- Mikondo
- Mokali
- Mulie
- Ngamazita
- Ngampani
- Ngandu
- Nsanga
- Nsumabwa
- Révolution
- Sakombi
- Salongo

## Santé
Les centres hospitaliers Elikya, Mingasani, Mabondeli, Mokali, sont situés dans la commune. 
On y compte également 190 centres de santé et 227 pharmacies.

## Éducation
En 2008, la commune comptait 23 Écoles Maternelles (tous privées), 316 Écoles Primaires dont 4 écoles officielles et 178 Écoles Secondaires.
- Collège de Mikondo
- Institut Ngwanza
- Lycée de Kingasani 2
- Lycée Technique Louis Palazolo
- E.P Elikya
- I.T.P.P
- C.S Malako
- Collège Météo

## Religion
À Kimbanseke, il y a 14 paroisses catholiques, 60 de différentes églises protestantes et 12 paroisses Kimbanguiste. Deux mosquées pour les Musulmans et deux temples des Témoins de Jéhovah se situent à la commune, ainsi que cinq paroisses des Salutistes.  En plus, on compte 42 églises indépendantes et180 églises de réveil.

## Tourisme
Il y a 13 hôtels homologués.

## Sport
2500 athlètes sont regroupés dans une quarantaine de club dont 5 affiliés. Selon des sources officielles, il y a 3 terrains de football non aménagés.

## Sources
- Daniel Arnoldussen, Pierre Assenmaker, et Apollinaire Biloso, « Zones périurbaines, réseaux associatifs et participation communautaire : Le cas de Kimbanseke, commune périphérique de Kinshasa », dans [ Gestion participative en Afrique centrale : Quatre études de cas].